# Jacqui Briggs
Jacqueline Sonya Briggs, más conocida como Jacqui Briggs, es un personaje ficticio de la saga de videojuegos Mortal Kombat. Hizo su primera aparición en Mortal Kombat X.

## Biografía ficticia
Jacqui Briggs es la hija de Jax Briggs. Formada en el arte del combate como su padre, Jacqui se convirtió en una kickboxer semiolímpica, y muy pronto entraría en el camino militar, donde obtuvo muchos reconocimientos honorarios.
Después de ser secuestrada por el clan del Dragón Negro para forzar a las Fuerzas Especiales a ayudar a Kotal Kahn en el Mundo Exterior, y su posterior escape gracias a los padres de Cassie Cage, Jacqui se enlista en la unidad de Johnny Cage y utiliza guantes biónicos especializados para mejorar sus habilidades en combate. Ella promete no fallar en su misión de proteger a los Reinos como su padre.
En Mortal Kombat 11, Jacqui es parte de la unidad de las Fuerzas Especiales a cargo de Johnny Cage. Es compañera de equipo de Cassie Cage, Kung Jin y Takeda Takahashi. El equipo es enviado al Mundo Exterior para recuperar el Amuleto de Shinnok antes que Quan Chi, pero son interceptados por Kotal Kahn, Erron Black y D'Vorah, con quienes se ven obligados a pelear, pero finalmente logran formar una alianza temporal, pero son traicionados por D'Vorah, quien roba el Amuleto para entregarlo a Quan Chi.
Jacqui y su equipo regresan a la Tierra para informar de la situación, y son enviados a pedir la ayuda de Sub-Zero, quien acepta entrenarlos.
En el clímax del juego, Jacqui y su equipo se enfrentan a los demonios de Shinnok y a los antiguos héroes retornados. Cuando la pelea acaba, Jacqui y Takeda se acurrucan juntos a descansar. Posteriormente ambos inician una relación formal.
Dos años después, durante los acontecimientos de Mortal Kombat 11, Jacqui es enviada junto con Cassie y la general Sonya Blade a una misión en el Infierno, por recomendación de Raiden. El equipo logra destruir el templo de los Emperadores Liu Kang y Kitana retornados, perdiendo a Sonya en el proceso. Kronika revierte la destrucción del castillo y recluta villanos del pasado, trayendo también a héroes del pasado y Jacqui conoce a una versión más joven de su padre. Jacqui la confiesa a Jax joven que su padre no se encuentra muy bien, ya que aún no supera el trauma de haber sido un retornado, y que la muerte de su madre, Vera, hace un año empeoró las cosas.
Jacqui y Jax joven son enviados a una misión a la isla de Shang Tsung, para recuperar la Corona de Almas de Kronika antes que sus sirvientes, pero son interceptados por Noob Saibot, Kabal y Jade, pero logran derrotarlos a todos, hasta que aparece Cetrion con un aliado inesperado, Jax del presente, arrepentido por no haberle dado una vida normal a Jacqui, fue manipulado por Kronika haciéndole creer que en una nueva línea temporal, Jacqui no sería militar. Jacqui se ve obligada a pelear con padre, que ha perdido la razón, pero Cetrion abre un agujero en el suelo y Jacqui cae, por lo que Jax joven le entrega la Corona a Cetrion para traer a Jacqui de vuelta, y así lo hace.
Jacqui combate junto con las Fuerzas Especiales al final contra los ejércitos de Kronika en su fortaleza. Kronika es vencida por Liu Kang Dios del Fuego.
En Mortal Kombat 11 también se revela que Takeda le propuso matrimonio a Jacqui y ella aceptó, por lo que deberá realizar un Ritual de Sangre tradicional de las bodas Shirai Ryu, en el que Hanzo Hasashi sería el maestro de ceremonias, pero no se pudo cumplir, ya que fue asesinado por D'Vorah.

## Apariciones en los juegos

### Mortal Kombat X

#### Variantes
- Alta tecnología
- Escopeta
- Armas automáticas

#### Final
Tras su incursión en la Tierra, Kotal Kahn se convirtió en objetivo principal de la vigilancia de las Fuerzas Especiales. Jacqui Briggs fue la encargada de su supervisión.
Jacqui siguió a Kotal Kahn hasta una selva ecuatorial, donde entró en una pirámide oculta. En la pirámide recogió una calavera de cristal resplandeciente. Jacqui atacó al emperador y huyó con el objeto.
A Jacqui la felicitaron por su trabajo, pero no podía evitar pensar que su intromisión fue lo que Kotal Kahn siempre había querido...

## Apariciones de Jacqui
- Mortal Kombat X
- Mortal Kombat MOBILE
- Mortal Kombat 11